# I Won't Stand Between Them
"I Won't Stand Between Them" is een lied geschreven door Peter Koelewijn; het werd een succes dankzij de Nederlandse zangeres Bonnie St. Claire. Het nummer verscheen in augustus 1970 als single.

## Achtergrond
De power ballad "I Won't Stand Between Them" is geschreven en geproduceerd door Peter Koelewijn. St. Claire werd ten tijde van haar eerste plaatje Tame me tiger nog omschreven als “niet zonder handschoenen aan te pakken”, hier komt ze een stuk vriendelijker uit de bus, ze wil een relatie niet openbreken. Koelewijn vond haar tijdens de opname van dit lied volwassener dan bij haar eerste singles. Hij schreef het al rond 1968 voor St. Claire, maar dan in duetvorm. Koelewijn en St. Claire zagen echter toen meer commercieel succes voortkomen uit Let me come back home, mama, dat inderdaad een bescheiden plaats in de hitparades kreeg. De eerste opname kwam zodoende op naam van Peter Tetteroo, die een nummer zocht. Zijn versie werd “slechts” B-kant van zijn derde solosingle Red Red Wine (cover van Neil Diamond (TSR 1294).  Koelewijn zag daarom geen bezwaar het nummer nogmaals op te laten opnemen en dan nu met St. Claire.
In haar autobiografie Kwam een vrouw bij de slijterij vertelde St. Claire dat Koelewijn haar meerdere keren de opname van Tetteroo liet horen, voordat hij een compleet nieuwe versie op zijn gitaar speelde in het arrangement dat zij op zou nemen. Toen de twee de studio in liepen, zat arrangeur Harry van Hoof achter de piano de introductie van het nummer te spelen. Van Hoof gaf instructies aan de overige muzikanten, die de instrumenten inspeelden. Na het voltooien van deze opnames nam St. Claire plaats achter de microfoon om de, volgens haar, "mooiste song uit mijn carrière" op te nemen. St. Claire was enigszins nerveus en haar stem klonk zodoende heser dan normaal, wat Koelewijn en Van Hoof goed vonden klinken. Het nummer kreeg zodoende lange gitaarsoli mee
"I Won't Stand Between Them" , met B-kant Cat and Mouse (eveneens van Koelewijn en Van Hoof), was de eerste grote hit van St. Claire. Het bereikte de vijfde plaats in de Nederlandse Top 40 en de zesde plaats in de Hilversum 3 Top 30. Er werden voor het televisieprogramma Toppop twee verschillende videoclips opgenomen. In een van de clips staat St. Claire in een zandverstuiving tussen een man en een vrouw in. Dit is een van de eerste vijf clips die in dit programma werd uitgezonden. Haar toenmalige vriend was een figurant in deze clip. In een andere clip is schaatser Ard Schenk prominent te zien. Deze clip werd in 2014 door de documentaireserie Andere Tijden Sport opnieuw ontdekt en online gezet.
In 1982 nam St. Claire een nieuwe versie van "I Won't Stand Between Them" op, waarop er nadrukkelijk een orkest is te horen. Dit arrangement werd gebaseerd op dat van "Music" van John Miles. Deze versie werd een klein succes: het kwam tot de tiende plaats in de Tipparade en stond in de week van 1 januari 1983 eenmalig in de Nationale Hitparade op plaats 44.

## Hitnoteringen

### Nederlandse Top 40
| Hitnotering: 05-09-1970 t/m 05-12-1970 | Hitnotering: 05-09-1970 t/m 05-12-1970 | Hitnotering: 05-09-1970 t/m 05-12-1970 | Hitnotering: 05-09-1970 t/m 05-12-1970 | Hitnotering: 05-09-1970 t/m 05-12-1970 | Hitnotering: 05-09-1970 t/m 05-12-1970 | Hitnotering: 05-09-1970 t/m 05-12-1970 | Hitnotering: 05-09-1970 t/m 05-12-1970 | Hitnotering: 05-09-1970 t/m 05-12-1970 | Hitnotering: 05-09-1970 t/m 05-12-1970 | Hitnotering: 05-09-1970 t/m 05-12-1970 | Hitnotering: 05-09-1970 t/m 05-12-1970 | Hitnotering: 05-09-1970 t/m 05-12-1970 | Hitnotering: 05-09-1970 t/m 05-12-1970 | Hitnotering: 05-09-1970 t/m 05-12-1970 | Hitnotering: 05-09-1970 t/m 05-12-1970 |
| Week                                   | 1                                      | 2                                      | 3                                      | 4                                      | 5                                      | 6                                      | 7                                      | 8                                      | 9                                      | 10                                     | 11                                     | 12                                     | 13                                     | 14                                     |                                        |
| -------------------------------------- | -------------------------------------- | -------------------------------------- | -------------------------------------- | -------------------------------------- | -------------------------------------- | -------------------------------------- | -------------------------------------- | -------------------------------------- | -------------------------------------- | -------------------------------------- | -------------------------------------- | -------------------------------------- | -------------------------------------- | -------------------------------------- | -------------------------------------- |
| Nummer                                 | 35                                     | 26                                     | 25                                     | 25                                     | 22                                     | 17                                     | 14                                     | 9                                      | 8                                      | 5                                      | 8                                      | 15                                     | 28                                     | 34                                     | uit                                    |

### Hilversum 3 Top 30
| Hitnotering: 12-09-1970 t/m 21-11-1970 | Hitnotering: 12-09-1970 t/m 21-11-1970 | Hitnotering: 12-09-1970 t/m 21-11-1970 | Hitnotering: 12-09-1970 t/m 21-11-1970 | Hitnotering: 12-09-1970 t/m 21-11-1970 | Hitnotering: 12-09-1970 t/m 21-11-1970 | Hitnotering: 12-09-1970 t/m 21-11-1970 | Hitnotering: 12-09-1970 t/m 21-11-1970 | Hitnotering: 12-09-1970 t/m 21-11-1970 | Hitnotering: 12-09-1970 t/m 21-11-1970 | Hitnotering: 12-09-1970 t/m 21-11-1970 | Hitnotering: 12-09-1970 t/m 21-11-1970 | Hitnotering: 12-09-1970 t/m 21-11-1970 |
| Week                                   | 1                                      | 2                                      | 3                                      | 4                                      | 5                                      | 6                                      | 7                                      | 8                                      | 9                                      | 10                                     | 11                                     |                                        |
| -------------------------------------- | -------------------------------------- | -------------------------------------- | -------------------------------------- | -------------------------------------- | -------------------------------------- | -------------------------------------- | -------------------------------------- | -------------------------------------- | -------------------------------------- | -------------------------------------- | -------------------------------------- | -------------------------------------- |
| Nummer                                 | 28                                     | 25                                     | 25                                     | 27                                     | 21                                     | 15                                     | 10                                     | 8                                      | 6                                      | 10                                     | 13                                     | uit                                    |

### NPO Radio 2 Top 2000
| Nummer met noteringen in de NPO Radio 2 Top 2000 | '99  | '00  | '01 | '02 | '03  | '04  | '05  | '06  | '07  | '08  | '09 | '10  |
| ------------------------------------------------ | ---- | ---- | --- | --- | ---- | ---- | ---- | ---- | ---- | ---- | --- | ---- |
| I Won't Stand Between Them                       | 1130 | 1103 | 953 | 956 | 1099 | 1361 | 1267 | 1620 | 1587 | 1386 | -   | 1763 |

1. ↑  Een '-' betekent dat het nummer niet was genoteerd en een vetgedrukt getal geeft de hoogste notering aan.
2. ↑  Deze tabel is bijgewerkt tot en met de laatste editie (2024).